# شوغار راموس
شوغار راموس (بالإسبانية: Ultiminio Ramos)‏ (مواليد 2 ديسمبر 1941 في كوبا - 3 سبتمبر 2017)، هو ملاكم كوبي يصنف ضمن فئة وزن الريشة.

## إحصائيات
خاض خلال مسيرته 66 نزالا، فاز في 55 وتعادل في 4 وخسر في 7. فاز بالضربة القاضية في 40 نزالا. توفي يوم 3 سبتمبر 2017.

## روابط خارجية
- شوغار راموس على موقع بوكس ريك (الإنجليزية) (registration required)